# Joana Xamena Terrasa
Joana Xamena Terrasa (Lluchmayor, Mallorca, 1960) es una bióloga y política española. Obtuvo una licenciatura en biología por la Universidad de las Islas Baleares y el doctorado en ecología. Ha trabajado en el Instituto Balear de la Naturaleza Archivado el 10 de noviembre de 2013 en Wayback Machine. desde 1996, accediendo a directora general de Biodiversidad del CAIB entre 2003 y 2007. Fue escogida senadora por Mallorca por el Partido Popular de Baleares a las elecciones generales de España de 2008. Dio énfasis a intervenciones ambientales
Tiene tres hijos con N. Tébar: Joan, Pere, Aina.